# Wiktor Skołyszewski
Wiktor Feliks Skołyszewski (ur. 23 grudnia 1868 w Krakowie - zm. 1 grudnia 1935 tamże) - poseł na Sejm Krajowy Galicji, polski działacz społeczny. 

## Życiorys
Absolwent Wyższej Szkoły Rolniczej w Wiedniu, inżynier rolnictwa i leśnictwa. Od 1897 działał w Stronnictwie Chrześcijańsko-Ludowym, członek władz partii, współpracownik księdza Stanisława Stojałowskiego, redaktor „Wieńca” i „Pszczółki”.
W latach 1901–1913 był posłem na Sejm Krajowy, jeden z najbardziej czynnych posłów. W latach 1908–1913 członek władz Polskiego Stronnictwa Ludowego, czynny przy organizacji emigracji zarobkowej polskich chłopów do Francji, w latach 1909-1914 zastępca członka Wydziału Krajowego, po rozłamie w ruchu ludowym w PSL Lewicy. 
W II RP nadleśniczy Ministerstwa Rolnictwa w nadleśnictwie Spała, następnie właściciel kancelarii technicznej w Krakowie.
Był autorem hasła „Lasy stanowią dobro ogólnonarodowe”. Sprzeciwiał się zatrudnieniu przez prywatnych właścicieli niefachowców w gospodarstwie leśnym.